# Yitzchok Friedman
Yitzchok Friedman (1850-11 de marzo de 1917) fue el fundador y el primer rebe de la dinastía jasídica de Boyan. También era llamado Pajad Yitzchok (temor de Isaac). Era el hijo mayor del rabino Avrohom Yaakov Friedman (1820-1883), el primer rebe de Sadigura, y de su esposa Miriam.

## Primeros años
Yitzchok Friedman era el nieto de Yisroel Friedman de Ruzhin (1797-1851), el fundador de la dinastía jasídica Ruzhin. A la edad de 15 años se casó con Malka Twersky, la hija del rabino Yochanan Twersky, el rebe de Rachmastrivka, ellos tuvieron cuatro hijos y una hija.

## La dinastía Boyan fundada
Después de la muerte de su padre en 1883, Friedman y su hermano menor Yisrael, también un rabino, asumieron el liderazgo conjunto de los jasidim de su padre. En 1887,  Yisroel permaneció en Sadigura como rebe, mientras que su hermano Yitzchak se marcharía a la aldea vecina de Boiany, y establecería su corte rabínica allí, pasando así a ser el primer rebe y fundador de la dinastía jasídica Boyan. Comunidades jasídicas de Boyan fueron establecidas en ciudades y pueblos cercanos, así como en Jerusalén, Tiberíades y Safed.

## Sucesión
Al principio de la Primera Guerra Mundial, el Ejército Imperial Ruso ocupó Boiany y el barrio judío fue completamente destruido. Friedman y su familia huyeron a Viena. El 11 de marzo de 1917 él murió. Tras la Primera Guerra Mundial, sus cuatro hijos fueron a un país diferente cada uno de ellos para establecer su corte rabínica: el hijo mayor, Menajem Najum, en Chernivtsí; el segundo, Yisroel, en Leipzig; el tercer, Avrohom Yaakov en Leópolis, y el cuarto, Mordejai Shlomo Friedman en Nueva York.